# Salamanca (lokomotiva)
Salamanca je bila prva tržno uspešna parna lokomotiva, ki jo je leta 1812 za Middletonsko železniško družbo izdelal Matthew Murray iz Holbecka. Bila je prva lokomotiva z dvocilindrskim parnim strojem. Ime je dobila po zmagi vojvode Wellingtona v bitki pri Salamanci 22. julija 1812. 
Bila je prva lokomotiva, ki je vozila po ozkotirni zobati železnici z zobniškim pogonom, ki ga je patentiral John Blenkinsop. Zobata letev je tekla po zunanji strani tirnic. Pogonsko zobato kolo je bilo na levi strani lokomotive. Kolo je gnal dvocilindrski parni stroj, nameščen na sredini  nad parnim kotlom. Cilindra sta merila 8"×20" (203×508 mm). Kolesa sta poganjala preko križnika, ki je drsel po vodilih, in ne preko mehanizma vzporednega gibanja kot večina zgodnjih lokomotiv. Lokomotiva naj bi imela življenjsko dobo dvajset let.
Salamanca  na akvarelu Georgea Walkerja (1781–1856)  je bila prva upodobljena parna lokomotiva na svetu.  Za železniško družbo se bile izdelane štiri takšne lokomotive. Salamanco je šest let kasneje uničila eksplozija parnega kotla. George Stephenson je parlamentarni komisiji, ki je raziskovala eksplozijo,  predložil dokaze, da je strojevodja po svoje nastavil  varnostni ventil parnega kotla.
Salamanca je verjetno lokomotiva, omenjena v  Annals of Philosophy septembra 1814: »Nedavno je bil v Leedsu na voz nameščen parni stroj, ki je preko zobnika in zobate letve vlekel več vagonov, naloženih s premogom«. V članku je omenjena tudi lokomotiva malo več kot  kilometer severno od Newcastlea (Blücher v Killingworthu) in lokomotiva brez zobniškega pogona, verjetno Puffing Billy v Wylamu.